# Sebastian Vettel
Sebastian Vettel (pronunție în germană [zeˈbastjan ˈfɛtəl]; n. 3 iulie 1987, Heppenheim, Republica Federală Germania) este un pilot de curse german, cvadruplu campion mondial în Formula 1, fiind cel mai tânăr pilot care a câștigat Campionatul Mondial.
Vettel și-a început cariera în Formula 1 ca pilot de teste pentru BMW Sauber în 2006 și și-a făcut debutul la Marele Premiu al Statelor Unite din 2007, înlocuindu-l pe accidentatul Robert Kubica. Deja parte a programului de piloți Red Bull, Vettel s-a alăturat echipei Scuderia Toro Rosso mai târziu în sezon și a fost menținut ca pilot pentru 2008. În primul său sezon complet în Formula 1, tânărul de 21 de ani a devenit cel mai tânăr pilot deținător de pole position și câștigător al cursei la Marele Premiu al Italiei din 2008, deși ultimul record a fost doborât de Max Verstappen în 2016. Vettel a fost promovat la Red Bull Racing pentru sezonul 2009, an în care a câștigat patru curse pentru a deveni vicecampion mondial. Anul următor, Vettel a devenit cel mai tânăr pilot care a câștigat vreodată Campionatul Mondial la piloți, ajutând și Red Bull să câștige primul lor Campionat Mondial de Constructori. Au urmat încă trei titluri succesive, devenind cel mai tânăr dublu, triplu și cvadruplu campion mondial în Formula 1.
În timpul sezonului din 2014, a fost anunțat că Vettel a semnat un contract pe trei ani cu Scuderia Ferrari începând cu sezonul din 2015. În primul său sezon cu Ferrari, Vettel a câștigat trei curse. În 2017, Vettel și-a prelungit contractul cu încă trei ani. Deși au fost mereu speranțe, Vettel nu s-a ridicat la așteptările echipei, el nereușind niciodată să câștige titlul mondial, cel mai aproape fiind în 2017 și 2018, însă terminând de fiecare dată pe locul 2 în spatele lui Hamilton.
În septembrie 2020, Vettel a semnat un contract cu Aston Martin, care a reintrat în Formula 1 începând cu sezonul din 2021. A petrecut două sezoane cu constructorul britanic, până la sfârșitul sezonului din 2022, timp în care a obținut un podium, la Marele Premiu al Azerbaidjanului din 2021. În iulie 2022, Vettel a anunțat că nu-și va mai prelungi contractul cu Aston Martin după 2022, și nici nu-și va mai căuta altă echipă, punând astfel capăt unei cariere de 16 sezoane consecutive petrecute în sport.

## Viața personală
Vettel s-a născut în Heppenheim. El are un frate mai mic, pe nume Fabian, și două surori mai mari, Melanie și Stefanie care este psihoterapeut pentru copiii cu dizabilități. Într-un interviu Vettel a declarat că eroii lui din copilărie au fost "cei trei Michael": Michael Schumacher, Michael Jordan și Michael Jackson. De asemenea, Vettel este un fan declarat al celor de la The Beatles, melodia sa favorită fiind Drive my car⁠(en)[traduceți].
Vettel locuiește în Thurgau, Elveția, și este fan al echipei de fotbal Eintracht Frankfurt. În versiunea germană a filmului Mașini 2, Vettel a participat ca translator.

## Formula 1

### BMW Sauber (2007)
Vettel a debutat în Formula 1 în anul 2006 când a devenit pilot de teste al echipei BMW Sauber. Germanul participa în ședințele de antrenamente libere de vineri înaintea curselor de Formula 1, primul Grand Prix în care a fost folosit la teste fiind Marele Premiu al Turciei. A rămas pilot de teste al echipei germano-elvețiene și pentru 2007, iar când polonezul Robert Kubica a suferit un accident în Grand Prixul Canadei, Vettel a devenit pilot oficial la BMW Sauber. Prima sa cursă a fost Grand Prixul Statelor Unite, unde a obținut al șaptelea loc în calificări și poziția a opta în cursă, obținând astfel primul său punct din carieră. Cu această ocazie a stabilit și un record, fiind cel mai tânăr pilot care punctează în Formula 1, la vârsta de 19 ani și 349 de zile. Precedentul record fusese deținut de Jenson Button care avea 20 de ani și 67 de zile când a obținut primul punct, în 2000.

### Toro Rosso (2007-2008)
În iulie 2007, Vettel s-a despărțit de BMW Sauber și a semnat un contract cu echipa Scuderia Toro Rosso. În 2008 a devenit cel mai tânăr pilot care a ocupat pole position la startul unei curse, pe care apoi a și câștigat-o (Marele Premiu al Italiei).

### Red Bull Racing (2009-2014)
Fiind promovat către Red Bull Racing pentru următorul sezon din Formula 1, Vettel a fost împins într-o luptă la titlu. Jenson Button și Brawn GP au dominat etapele inițiale, dar Vettel s-a menținut în dispută cu victoriile din China, Marea Britanie și Japonia. A terminat al doilea în campionat și a adăugat o a patra victorie a anului la Abu Dhabi.
Anul următor este amintit cu drag ca unul dintre cei mai buni sportului, întrucât Vettel s-a confruntat cu coechipierul Mark Webber, Fernando Alonso, Button și Lewis Hamilton într-o luptă pentru titlu, din care s-a impus.

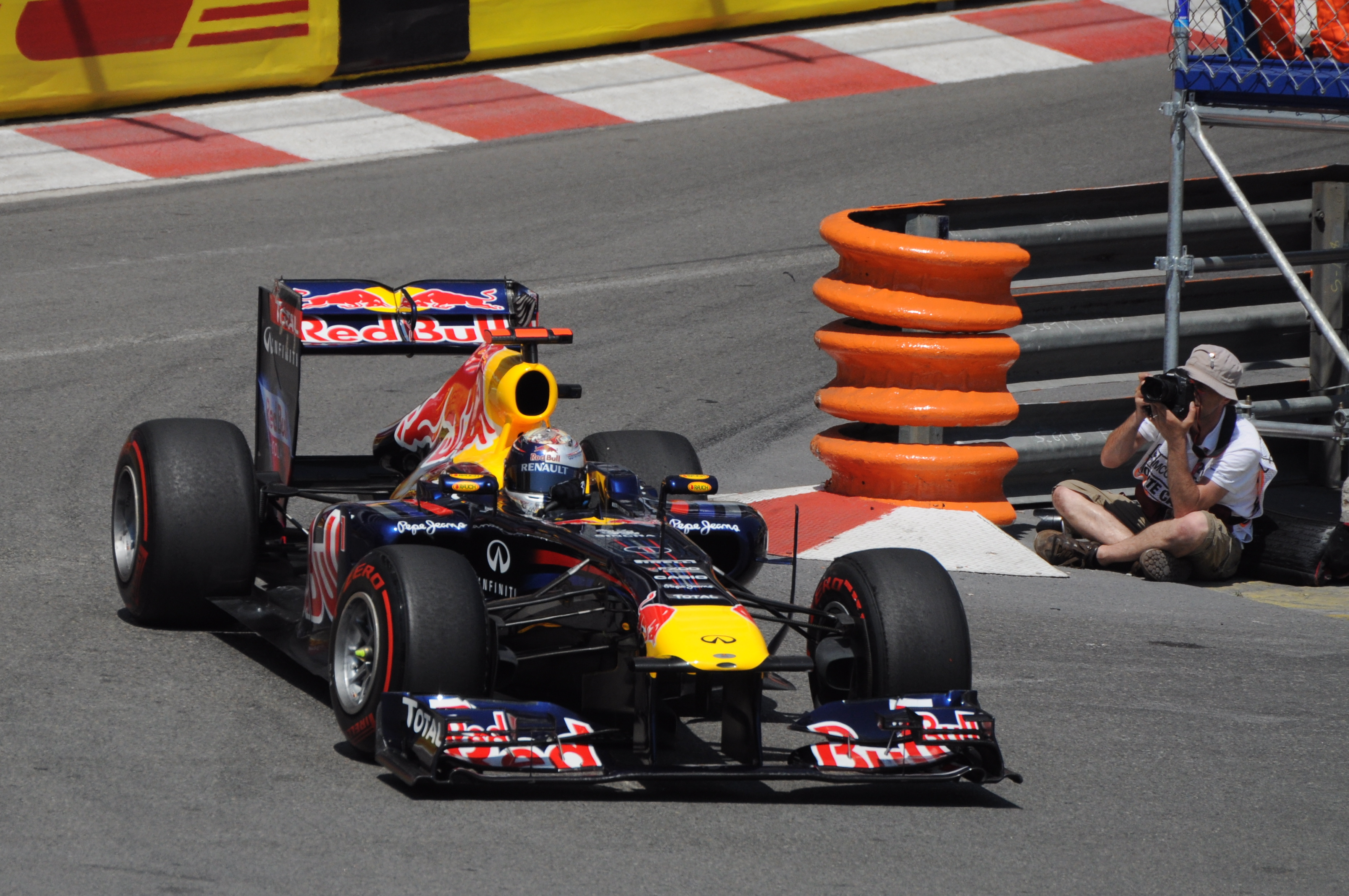
Vettel în Marele Premiu al Principatului Monaco din 2011

Abilitățile de curse ale lui Vettel au fost puse sub semnul întrebării după incidentele din Spa, Silverstone și Budapesta, dar un final nebunesc al sezonului i-a oferit o șansă în finala de la Abu Dhabi. Un condus impecabil și puțin noroc l-au văzut câștigător al campionatului mondial.
2011 a fost mult mai ușor, Red Bull RB7 a fost mașina care a ieșit în evidență și l-a ajutat pe Vettel să câștige 11 curse. Un al doilea campionat a fost ușor.
În 2012, el a revenit la o serie de erori și o ușoară frustrare. Red Bull a fost rapid, dar rezultatele au fost mai greu de obținut. Dar Vettel și designerul auto Adrian Newey au reușit împreună cu un final dominant pentru a-i refuza lui Fernando Alonso un al treilea campionat și primul la conducere pentru Ferrari.
În 2013, Red Bull RB9 a fost din nou mașina de top, dar recordul său de nouă victorii succesive este remarcabil. Un al patrulea campionat mondial era inevitabil.
Cu toate acestea, în 2014, reglementările F1 s-au schimbat foarte mult și Renault nu și-a făcut temele foarte bine, determinând ca Red Bull RB10 să se lupte mult. Vettel a fost dominat și nu doar de Mercedesul W05 surprinzător, cu Nico Rosberg și Lewis Hamilton ca șoferi. Noul său coechipier, Daniel Ricciardo, a câștigat trei curse în 2014, în timp ce Vettel nu a câștigat niciuna. Acest lucru nu s-a mai întâmplat din 2008. Pilotul australian a acumulat și el 238 de puncte, față de cele 167 ale germanului.

### Ferrari (2015-2020)
În ziua în care Vettel și Red Bull au anunțat că se vor despărți, directorul echipei, Christian Horner, a anunțat că Vettel urmează să semneze cu Ferrari. Pe 20 noiembrie 2014, Ferrari a anunțat un contract pe trei ani cu Vettel. În același timp, Ferrari a anunțat că rivalul de campionat al lui Vettel, Fernando Alonso, va pleca din echipă la sfârșitul sezonului, urmând ca Vettel să fie partenerul lui Kimi Räikkönen la echipă. Plecarea lui Alonso cu doi ani înainte de expirarea contractului său a deschis ușa Ferrari pentru Vettel.

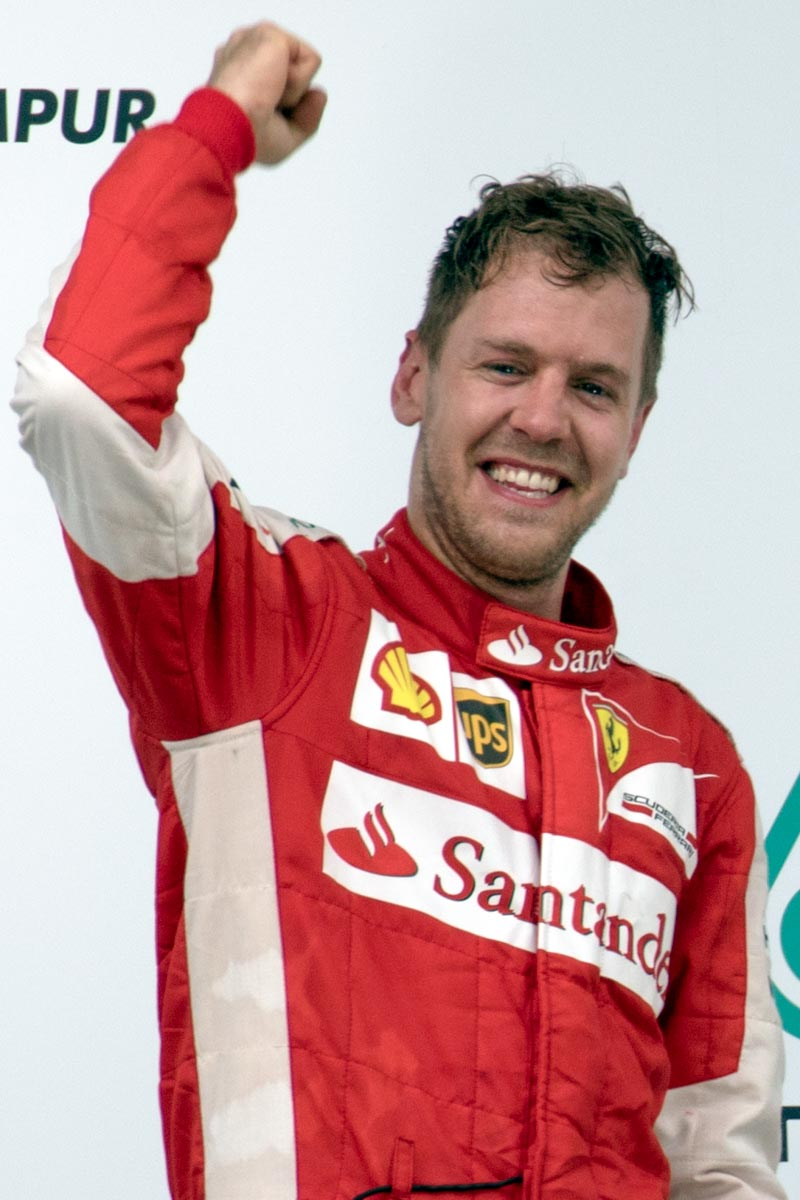
Vettel după Marele Premiu al Malaeziei din, cursă în care a obținut prima victorie pentru Ferrari.

O nouă provocare l-a revitalizat, iar din 2015, o luptă cu Lewis Hamilton a fost în cărți după ce a câștigat a doua cursă a anului la Sepang. Hamilton a avut încă un an dominant cu Mercedes, dar rezultatele și consecvența lui Vettel l-au menținut pe locul doi în campionat până în ultimele trei curse. Nico Rosberg l-a depășit pentru locul 2 în clasament, după ce titlul era deja decis.
2016 a fost un sezon ciudat pentru Vettel. Ferrari SF16-H nu era o mașină necompetitivă, dar Mercedes domina. Nu a câștigat nici o cursă, deși au existat câteva șanse să ocupe prima treaptă a podiumului, strategia nu a fost perfectă. S-a clasat de șapte ori pe podium, însă fără victorie. Era foarte frustrat din cauza asta și folosea un limbaj vulgar la radio uneori și își arăta pasiunea pentru Ferrari.
Decizia Ferrari de a-și concentra programul de dezvoltare din 2016 pe sezonul 2017, când au ajuns noile reglementări aerodinamice, a dat roade. Echipa a început sezonul în formă puternică, iar Vettel a condus campionatul în prima jumătate a anului. Dar în a doua jumătate a sezonului, speranțele la campionat ale lui Vettel au fost zdrobite. A ocupat pole position în Singapore, dar a cauzat o coliziune care a eliminat ambele mașini Ferrari împreună cu Max Verstappen de la Red Bull Racing. Victoria pentru Hamilton l-au pus în cursa pentru titlu, iar problemele tehnice pentru Vettel din Japonia i-au năruit toate speranțele. În cele din urmă, Hamilton a obținut titlul în Mexic, dar Vettel a obținut victoria în cursa de final de sezon din Brazilia. Titlul a fost ratat, dar Ferrari, în cele din urmă, au fost din nou concurenți la campionat.
Semnele au fost bune la începutul lui 2018. Ferrari a redus clar diferența de putere cu Mercedes, iar Vettel a început sezonul cu victorii în Australia și Bahrain. După ce i-a învins pe Mercedes în Canada în mod surprinzător, se părea că Vettel a ajuns în sfârșit la al cincilea campionat pe care îl căuta de cinci ani. Dar nu s-a întâmplat și s-a datorat în mare parte erorilor sale.
El a încasat o penalizare de grilă în Austria, ciocnindu-se cu Valtteri Bottas în Franța și, cel mai rău, izbindu-se în timp ce conducea pe terenul de acasă. Și asta nu a fost sfârșitul. După ce a furat victoria de la Hamilton la Spa, el și-a risipit puncte încurcându-se cu rivalul său în turul unu la Monza. Aceasta a început să fie o tendință - a făcut același lucru cu Max Verstappen în Japonia și Daniel Ricciardo în Austin. Acest lucru a eliminat speranțele la campionat, iar Hamilton și-a terminat treaba în Mexic.
Urmele din 2014 au revenit, însă, în 2019, deoarece Vettel a fost din nou bătut de un nou coechipier relativ neexperimentat, Charles Leclerc. O victorie solitară din Singapore nu a fost suficientă pentru a-l împiedica pe Vettel să alunece pe locul 5 în clasament cu 240 de puncte.
După ce Ferrari a fost avertizată în privința motorului, echipa a început să se impotmolească, astfel că sezonul din 2020 a fost unul catastrofal pentru Ferrari, dar mai ales pentru Vettel. Ceea ce în anii precedenți părea ceva imposibil, în 2020 era realitate. Vettel se chinuia tot mai des să intre în Q3 iar terminarea pe locurile din puncte devenea o raritate. Consolarea sa a venit în Marele Premiu al Turciei acolo unde a reușit singurul loc pe podium al sezonului după ce a terminat pe locul 3. El a încheiat sezonul pe locul 13 cu 33 de puncte, doar în 2007, primul său sezon din F1, reușind să aibe o clasare mai proastă, locul 14.

### Aston Martin (2021-2022)
Vettel s-a alăturat echipei britanice Aston Martin F1 pentru sezonul 2021, în locul lui Sergio Pérez. În weekendul său de debut în Bahrain, a primit o penalizare pe grilă în calificări, forțându-l să plece ultimul. În timp ce Vettel începuse bine, a avut o coliziune cu Esteban Ocon, acordându-i o penalizare de timp și a ajuns să termine pe locul 15. A primit cinci puncte de penalizare pentru superlicență. Directorul echipei Aston Martin, Otmar Szafnauer, nu a raportat nicio îngrijorare, deoarece aceasta este o mașină foarte diferită de Ferrari, lipsa tururilor în testele de presezon și un început de cursă foarte impresionant. În a cincea cursă a sezonului, Vettel a marcat primele puncte pentru echipă cu o clasare pe locul cinci în Monaco. La următoarea cursă, Marele Premiu al Azerbaidjanului din 2021, el a obținut primul podium al lui Aston Martin cu o clasare pe locul doi. Vettel a terminat, de asemenea, pe locul al doilea și în Ungaria, dar a fost ulterior descalificat, după ce mașina lui nu a furnizat eșantionul de un litru de combustibil necesar. El a încheiat sezonul pe locul 12 în clasamentul piloților, înaintea coechipierului Stroll. În timpul sezonului, Vettel a făcut 132 de depășiri - cele mai multe dintre oricare pilot - și a câștigat premiul inaugural pentru depășiri.
Vettel a ratat primele două curse ale sezonului 2022 din Bahrain și Arabia Saudită, după ce a fost testat pozitiv pentru COVID-19; a fost înlocuit de pilotul de rezervă al lui Aston Martin, Nico Hülkenberg. În iulie 2022, Vettel și-a anunțat retragerea din Formula 1 la sfârșitul sezonului 2022.

## Statisticile carierei

### Înainte de Formula 1
| Sezon | Competiție                 | Puncte | Loc clasament general |
| ----- | -------------------------- | ------ | --------------------- |
| 2005  | Formula 3 Euro Series      | 57     | 5                     |
| 2006  | Formula 3 Euro Series      | 75     | 2                     |
| 2006  | Formula Renault 3.5 Series | 28     | 15                    |
| 2007  | Formula Renault 3.5 Series | 74     | 5                     |

### În Formula 1
| Legendă      | Legendă                                                |
| Culoare      | Rezultat                                               |
| ------------ | ------------------------------------------------------ |
| Auriu        | Câștigător                                             |
| Argintiu     | Locul 2                                                |
| Bronz        | Locul 3                                                |
| Verde        | Alte locuri care punctează                             |
| Albastru     | Alte locuri                                            |
| Albastru     | Nu s-a clasat, dar a terminat cursa (NC)               |
| Purpuriu     | A abandonat cursa (Ab)                                 |
| Negru        | Descalificat (DSC)                                     |
| Alb          | Nu a luat startul (NS)                                 |
| Roșu         | Nu s-a calificat (NSC)                                 |
| Fără culoare | Retras înainte de calificări (Ret)                     |
| Fără culoare | Exclus (EX)                                            |
| Fără culoare | Nu a participat (celulă goală)                         |
| Adnotare     | Însemnătate                                            |
| P            | Pole position                                          |
| R            | Cel mai rapid tur                                      |
| *            | Nu a terminat, dar a parcurs mai mult de 90% din cursă |

| Sezon  | Echipă          | Șasiu  | Motor                                  | 1       | 2       | 3      | 4        | 5       | 6      | 7        | 8        | 9       | 10     | 11       | 12       | 13       | 14       | 15       | 16     | 17       | 18       | 19       | 20      | 21     | 22     | Poz. | Puncte |
| ------ | --------------- | ------ | -------------------------------------- | ------- | ------- | ------ | -------- | ------- | ------ | -------- | -------- | ------- | ------ | -------- | -------- | -------- | -------- | -------- | ------ | -------- | -------- | -------- | ------- | ------ | ------ | ---- | ------ |
| 2006   | BMW Sauber      | F1.06  | BMW P86 2.4 V8                         | BHR     | MAL     | AUS    | SMR      | EUR     | ESP    | MCO      | GBR      | CAN     | USA    | FRA      | DEU      | HUN      | TUR TD   | ITA TD   | CHN TD | JPN TD   | BRA TD   | N/A      | N/A     | N/A    | N/A    | –    | –      |
| 2007   | BMW             | F1.07  | BMW P86/7 2.4 V8                       | AUS TD  | MAL TD  | BHR    | ESP      | MCO     | CAN    | USA 8    | FRA      | GBR     | EUR    |          |          |          |          |          |        |          | N/A      | 14       | 6       |        |        |      |        |
| 2007   | STR             | STR2   | Ferrari 056 2.4 V8                     |         |         |        |          |         |        |          |          |         |        | HUN 16   | TUR 19   | ITA 18   | BEL Ab   | JPN Ab   | CHN 4  | BRA Ab   | N/A      | 14       | 6       |        |        |      |        |
| 2008   | STR             | STR2B  | Ferrari 056 2.4 V8                     | AUS Ab  | MAL Ab  | BHR Ab | ESP Ab   | TUR 17  |        |          |          |         |        |          |          |          |          |          |        |          |          | N/A      | 8       | 35     |        |      |        |
| 2008   | STR             | STR3   | Ferrari 056 2.4 V8                     |         |         |        |          |         | MCO 5  | CAN 8    | FRA 12   | GBR Ab  | DEU 8  | HUN Ab   | EUR 6    | BEL 5    | ITA 1P   | SGP 5    | JPN 6  | CHN 9    | BRA 4    | N/A      | 8       | 35     |        |      |        |
| 2009   | RBR             | RB5    | Renault RS27-2009 2.4 V8               | AUS 13* | MAL 15* | CHN 1P | BHR 2    | ESP 4   | MCO Ab | TUR 3P   | GBR 1P R | DEU 2   | HUN Ab | EUR Ab   | BEL 3R   | ITA 8    | SGP 4    | JPN 1P   | BRA 4  | ABU 1R   | N/A      | N/A      | N/A     | N/A    | N/A    | 2    | 84     |
| 2010   | RBR             | RB6    | Renault RS27-2010 2.4 V8               | BHR 4P  | AUS AbP | MAL 1  | CHN 6P   | ESP 3   | MCO 2R | TUR Ab   | CAN 4    | EUR 1P  | GBR 7P | DEU 3P R | HUN 3P R | BEL 15   | ITA 4    | SGP 2    | JPN 1P | KOR AbP  | BRA 1    | ABU 1P   | N/A     | N/A    | N/A    | 1    | 256    |
| 2011   | RBR             | RB7    | Renault RS27-2011 2.4 V8               | AUS 1P  | MAL 1P  | CHN 2P | TUR 1P   | ESP 1   | MCO 1P | CAN 2P   | EUR 1P R | GBR 2   | DEU 4  | HUN 2P   | BEL 1P   | ITA 1P   | SGP 1P   | JPN 3P   | KOR 1R | IND 1P R | ABU AbP  | BRA 2P   | N/A     | N/A    | N/A    | 1    | 392    |
| 2012   | Red Bull Racing | RB8    | Renault RS27-2012 2.4 V8               | AUS 2   | MAL 11  | CHN 5  | BHR 1P R | ESP 6   | MCO 4  | CAN 4P R | EUR AbP  | GBR 3   | DEU 5  | HUN 4R   | BEL 2    | ITA 22*  | SGP 1    | JPN 1P R | KOR 1  | IND 1P   | ABU 3R   | USA 2P R | BRA 6   | N/A    | N/A    | 1    | 281    |
| 2013   | Red Bull Racing | RB9    | Renault RS27-2013 2.4 V8               | AUS 3P  | MAL 1P  | CHN 4R | BHR 1R   | ESP 4   | MCO 2R | CAN 1P   | GBR Ab   | DEU 1   | HUN 3  | BEL 1R   | ITA 1P   | SGP 1P R | KOR 1P R | JPN 1    | IND 1P | ABU 1    | USA 1P R | BRA 1P   | N/A     | N/A    | N/A    | 1    | 397    |
| 2014   | Red Bull Racing | RB10   | Renault Energy F1-2014 1.6 V6 t        | AUS Ab  | MAL 3   | BHR 6  | CHN 5    | ESP 4R  | MCO Ab | CAN 3    | AUT Ab   | GBR 5   | DEU 4  | HUN 7    | BEL 5    | ITA 6    | SGP 2    | JPN 3    | RUS 8  | USA 7R   | BRA 5    | ABU 8    | N/A     | N/A    | N/A    | 5    | 167    |
| 2015   | Ferrari         | SF15-T | Ferrari 060 1.6 V6 t                   | AUS 3   | MAL 1   | CHN 3  | BHR 5    | ESP 3   | MCO 2  | CAN 5    | AUT 4    | GBR 3   | HUN 1  | BEL 12*  | ITA 2    | SGP 1P   | JPN 3    | RUS 2R   | USA 3  | MEX Ab   | BRA 3    | ABU 4    | N/A     | N/A    | N/A    | 3    | 278    |
| 2016   | Ferrari         | SF16-H | Ferrari 061 1.6 V6 t                   | AUS 3   | BHR NS  | CHN 2  | RUS Ab   | ESP 3   | MCO 4  | CAN 2    | EUR 2    | AUT Ab  | GBR 9  | HUN 4    | DEU 5    | BEL 6    | ITA 3    | SGP 5    | MAL Ab | JPN 4R   | USA 4R   | MEX 5    | BRA 5   | ABU 3R | N/A    | 4    | 212    |
| 2017   | Ferrari         | SF70H  | Ferrari 062 1.6 V6 t                   | AUS 1   | CHN 2   | BHR 1  | RUS 2P   | ESP 2   | MCO 1  | CAN 4    | AZE 4R   | AUT 2   | GBR 7  | HUN 1P   | BEL 2R   | ITA 3    | SGP AbP  | MAL 4R   | JPN Ab | USA 2R   | MEX 4P R | BRA 1    | ABU 3   | N/A    | N/A    | 2    | 317    |
| 2018   | Ferrari         | SF71H  | Ferrari 062 EVO 1.6 V6 t               | AUS 1   | BHR 1P  | CHN 8P | AZE 4P   | ESP 4   | MCO 2  | CAN 1P   | FRA 5    | AUT 3   | GBR 1R | DEU AbP  | HUN 2    | BEL 1    | ITA 4    | SGP 3    | RUS 3  | JPN 6R   | USA 4    | MEX 2    | BRA 6   | ABU 2R | N/A    | 2    | 320    |
| 2019   | Ferrari         | SF90   | Ferrari 064 1.6 V6 t                   | AUS 4   | BHR 5   | CHN 3  | AZE 3    | ESP 4   | MCO 2  | CAN 2P   | FRA 5R   | AUT 4   | GBR 16 | DEU 2    | HUN 3    | BEL 4R   | ITA 13   | SGP 1    | RUS Ab | JPN 2P   | MEX 2    | USA Ab   | BRA 17* | ABU 5  | N/A    | 5    | 240    |
| 2020   | Ferrari         | SF1000 | Ferrari 065 1.6 V6 t                   | AUT 10  | STI Ab  | HUN 6  | GBR 10   | 70A 12  | ESP 7  | BEL 13   | ITA Ab   | TOS 10  | RUS 13 | EIF 11   | PRT 10   | EMR 12   | TUR 3    | BHR 13   | SKR 12 | ABU 14   | N/A      | N/A      | N/A     | N/A    | N/A    | 13   | 33     |
| 2021   | Aston Martin    | AMR21  | Mercedes-AMG F1 M12 1.6 V6 t           | BHR 15  | EMR 15* | PRT 13 | ESP 13   | MCO 5   | AZE 2  | FRA 9    | STI 12   | AUT 17* | GBR Ab | HUN DSC  | BEL 5    | NLD 13   | ITA 12   | RUS 12   | TUR 18 | USA 10   | CMX 7    | SAP 11   | QAT 10  | SAU Ab | ABU 11 | 12   | 43     |
| 2022   | Aston Martin    | AMR22  | Mercedes F1 M13 E Performance 1.6 V6 t | BHR     | SAU     | AUS Ab | EMR 8    | MIA 17* | ESP 11 | MCO 9    | AZE 6    | CAN 12  | GBR 9  | AUT 17   | FRA 11   | HUN 10   | BEL 8    | NLD 14   | ITA Ab | SGP 8    | JPN 6    | USA 8    | CMX 14  | SAP 11 | ABU 10 | 12   | 37     |
| Sezon  | Echipă          | Șasiu  | Motor                                  | 1       | 2       | 3      | 4        | 5       | 6      | 7        | 8        | 9       | 10     | 11       | 12       | 13       | 14       | 15       | 16     | 17       | 18       | 19       | 20      | 21     | 22     | Poz. | Puncte |
| Surse: |                 |        |                                        |         |         |        |          |         |        |          |          |         |        |          |          |          |          |          |        |          |          |          |         |        |        |      |        |